# Itami

Itami (伊丹市 Itami-shi?) este un municipiu din Japonia, prefectura Hyōgo.